# ألكسندر دي سيفيرسكي
ألكسندر نيكولايفتش بركوفيف دي سيفيرسكي (بالروسية: Алекса́ндр Никола́евич Проко́фьев-Се́верский) طيار عسكري روسي أسهم في الحرب العالمية الأولى ثم عمل بعدها كمخترع ومصصم في بناء الطائرات، وقدم من إنتاجه ما يدل على مهارته، وما يؤكد من وجهات نظره عن السلاح الجوي وخاصياته وعوامل النقص في استخدامه الحالي على ما أوضح هذا كله في كتابه: «الإنتصار بوساطة السلاح الجوي».
وتتبع وجهات نظر سيفيرسكي إلى حد بعيد آراء وليم بيلي ميتشل الذي يقول سيفيرسكي عنه في كتابه: ان كتابات ميتشل هي التي أوحت اليه بالكتاب الذي كتبه هو، والواقع أن سيفيرسكي قد جعل كتابات ميتشل وآراءه حديثة الطابع بما أضاف اليها من تصويرات حديثة، وبخاصة بتفسيره سبب فشل سلاح الجو الألماني في المعركة ضد بريطانيا.
وقد عرض سيفيرسكي لقضية السلاح الجوي، فإن الظاهرة البارزة التي تقدمه على غيره من الدارسين للموضوع (هي) تقديره الكبير للأهمية الحاسمة التي لزيادة مدى العمل واحتمال زيادة هذا المدى بقدر يزيد كثيراً عنه، ويتجاوز أي مدى سابق، وقد أطلق سيفيرسكي السلاح الجوي للمستقبل وحرره من الارتباط بالتنظيم البري الذي قدره جيليو دوهيه كما أنه أطلقه أيضا من الاعتماد على هذه الجزر على الطريقة القطبية في الأطلانتيك والباسفيك الطرق التي تقع كلها منها على مرمى حجر من الأخرى والتي قدر لها ميتشل أهمية كبيرة.

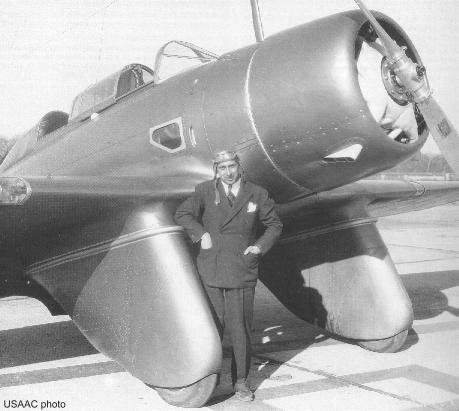
الكسندر دي سيفيرسكي في خريف 1934 يقف أمام طائرة من طراز SEV-3XAR

وكان سيفيرسكي أول من تنبأ بالطيران دون توقف حول العالم، وقد قدم هذا بأسلوب أخاذ يشبه ذلك الذي استخدمه ميتشل في الحديث عن نفس الموضوع قبل سبع عشر سنة:
«في خمس سنوات على الأكثر، سيكون مدى العمل حول العالم لمسافة 25000 ميل مسألة لا مندوحة عنها ومن الضروري توقعها»
وقد يثبت أنه على صواب، ولكن لكي يكون كذلك يجب أن تسير عمليات تصميم الطائرات والتحسين في الاقتصاد الصناعي بخطى أكثر سرعة طوال السنوات الخمس التالية بأكثر مما سارت فيه هذه العمليات في أي وقت مضى في السنوات العشرين السابقة، ذلك لأن قيام أي طائرة بالدوران حول العالم دون توقف في الوقت الحاضر يتطلب أن تحمل من الوقود ما يعادل 75% من جملة طاقة حمولتها وأن تترك 25% الباقية من جملة الحمولة للبناء وللمحركات «ولطاقم» الطائرة وللمعدات العسكرية ولكل شيء آخر يجب أن تحمله معها في رحلتها.
ولم يشك سيفيرسكي قط في السرعة التي ستسير فيها زيادة مدى عمل الطائرة، وكان يرى أنه من الحماقة تقبل هذه التحديدات التي تفرض اليوم على مدى عمل الأنواع الموجودة حالياً من الطائرات كما كان يثق بالنكبات التي يجب أن يتوقعها أولئك الذين يتجاهلون هذا العامل الحاسم الأهمية.
«لقد كان النقص في مدى عمل الطائرات اللعنة التي حلت بسلاح هتلر الجوي»
«انه لمضيعة للجهد الاحتفاظ بالقواعد المتقدمة بدلا من توجيه كل الإمكانيات الجوية مباشرة ضد العدو، ان منطق الحرب الجوية يؤكد أن الحرب في السموات ستوجه من الأرض مع تحويل كل ما بين مركز التوجيه ومسرح القتال الجوي ليكون مثله مثل الأرض التي لا يملكها أحد في القتال بين القوات البرية.»
ومع ازدياد القدرة على العمل لمدى واسع ولمسافات كبيرة من القواعد الساحلية لم تعد حاملات الطائرات ضرورية ولهذا استبعد سيفيرسكي هذه الحاملات للطائرات من حسابه، واستبعدها في ثقة وإطمئنان بأكثر مما فعل هذا أحد ممن سبقوه.
ولا شك أن كل قوة جوية ترحب بفكرة العمل من «أرض الوطن» بدلا من الاضطرار لإنشاء للاحتفاظ بقواعد أمامية ومتوسطة، ما دام هذا لن يتطلب احتمال عبء كبير من النفقات، ولكن يبدو في ضوء الخاصيات المتوارثة للطائرات وفي ضوء تطورها في الأربعين سنة الماضية، أن هذا الثمن سيظل فادحاً لأمد طويل، وحتى لو إستطاعت الطائرات القيام ب غارات بالقنابل من قواعد تبعد ستة آلاف أو ثمانية آلاف ميل من مناطق الأهداف، فمن المحتمل أن يظل الأوفر والأكثر اقتصاداً أن تعمل الطائرات من قواعد قريبة عندما يكون هذا مستطاعاً سيما إذا أمكن الحصول على الوقود محلياً أو أمكن نقله بالقليل من الجهد البشري أو حتى نقله جواً.
ولقد تعرض المدافعون عن السلاح الجوي لهجمات مستمرة من جانب النقاد المتحفظين على أساس أنهم يتحدثون عن كسب حروب بآلات وهمية يتخيلوها، ولأنهم يضعون تقديراتهم النهائية على أساس الزعم بخاصيات للطائرات لم تصل اليها هذه الطائرات بعد، والواقع أن الهجوم على دوهيه كان معقولا، ثم اشتد الهجوم على ميتشل ، اما ضد سيفيرسكي فقد إزداد عنفاً.
ولقد كان الجزء الأكبر من كتاب سيفيرسكي تنبؤات يقدمها في صراحة تامة ولكنه حتى عندما يكتب عن المستقبل فإنه يترك نفسه عرضة للنقد بسبب اسرافه في التفاؤل بالنسبة لسرعة التطور للخاصيات التي ستحققها الطائرات، ولكنه عندما ينفلت للحديث عن «حرب المستقبل» الحرب في المستقبل فإنه يتحدث عن طابع قدمه قبله أولئك الذين سبقوه.
«فمن كل إتجاه يمكن أن تعينه البوصلة، عبر المحيطين الفسيحين، وعبر القطبين، ستجئ قاذفات القنابل الضخمة تحمى كل منها قافلة من طائرات القتال وتندفع كلها لتغطي سماء الولايات المتحدة، وهذه الآلاف من السفن الجوية ستحمل كل منها خمسين طناً من المفرقعات والقنابل الحارقة وتبعاً للخطة التي أحسن إعدادها ستضرب مراكز الأعصاب للدولة العظيمة،  وستعرف كل منها الهدف المعين لها، وليس من الممكن بحال ما وصف ما ستسببه من تلف وخراب......»
وبالرغم مما في طابع تنبؤات سيفيرسكي فمن الحماقة اغفال الكثرة التي ذكرت بها مثل هذه التنبؤات في الماضي، وكذلك اغفال حقيقة الفشل في تحقيق ما يقرب منها لسنوات طوال، صحيح أنها اليوم أقرب إلى الاكتمال مما كانت من قبل، وآجلاً أم عاجلاً في ضوء هذا التطور للحرب الجوية وسيمكن اللحاق بالصورة التي جاءت في هذه التنبؤات.
ان العسكريين يبقون دائماً على أتم استعداد لخوض غمار المعركة بما يمكن اعداده من عتاد عند بدء القتال، ولكنهم مع هذا يجب أن يضعوا تخطيطهم لمواجهة المشكلات التي يمكن أو التي يحتمل أن تجئ بها آلات الحرب في المستقبل، ومن ثم فلا يفاجأون بما يمكن أن يبرز يوم ذاك من تطورات فنية.
ان كتب أولئك الذين رفعوا علم الدعوة لقضية الحرب الجوية لتعتبر اليوم أصلح وأنفع مما كانت يوم أن صدرت.